# Goûts de luxe
Pour les articles homonymes, voir Luxe.
Goûts de luxe est un groupe de new wave et synthpop français, originaire de Brest, en Bretagne.

## Biographie
Goûts de luxe est formé par Jacques le Honsec et Jean-Éric Monfort au milieu des années 1980. C'est à l'occasion d'un défilé Chanel qu'est imaginé le nom du groupe. Les connaissances dans le milieu des disquaires de Jacques le Honsec lui permettent de côtoyer des producteurs parisiens. C'est ainsi qu'est signé un contrat de coproduction avec Carla Music par Dominique Dubois, le jeune producteur à succès qui les découvre, réalise et coordonne la promotion de leurs deux premiers singles.
Lors de l'enregistrement du premier 45 tours Les Yeux de Laura en 1986 et classé 24e des charts français, Jean-Éric Monfort ne parvient pas à délivrer sur bande sa partie de guitare et c'est finalement la prestation du musicien de studio Kamil Rustam qui est enregistrée. Déçu par son échec lors de l'enregistrement et par le temps que mettra le titre à passer en radio, Jean-Éric Monfort décide de ne plus faire la promo du 45 tours et quitte le groupe. Marianna Kliska, qui avait une relation avec Jacques le Honsec, le remplace aux synthétiseurs alors qu'elle n'est pas musicienne.
Les Yeux de Laura, déposé à la Sacem par Jacques Lehonsec et Jean-Eric Monfort et co-édité par Jogging to the bar et Carla Music, dont la pochette a été réimprimée pour cause de changement de composition du groupe, est un succès avec 270 000 exemplaires vendus[réf. nécessaire]. C'est sur les conseils de Dominique Dubois qu'un maxi a été remixé par Dimitri from Paris. Le titre n'a aucun lien avec le film Les Yeux de Laura Mars.
En 1987, Goûts de Luxe retourne en studio pour son deuxième 45 tours Omaha Beach, avec en face B le titre Ubik inspiré du livre éponyme de Philip K. Dick, et dans sa version maxi le titre Fade to Grey, reprise du groupe Visage. Gouts de luxe ne renouvelle pas l'option avec le producteur qui l'avait mené au succès. En 1989, le groupe change de label et signe chez EMI pour qui est enregistré Dans un autre pays (avec en face B Last Train), un ultime single qui ne rencontre pas le succès espéré, entraînant la fin du groupe.
Bernard Lonjon dans son ouvrage Nuit et chansons, sorti en 2011, cite Goûts de Luxe. « Le duo d'origine bretonne, Goûts de Luxe, composé de Marianna Kliska et de Jacques Le Honsec, marquera les années quatre-vingt avec deux titres, Les Yeux de Laura, et surtout Omaha Beach [...] ».

## Discographie
- 1986 : Les Yeux de Laura / Les Yeux de Laura (version instrumentale) (WEA/Warner) (24e des charts français[2])
- 1986 : Les Yeux de Laura (Remix Dimitri) (maxi 45 tours promotionnel)
- 1987 : Omaha Beach / Ubik + reprise de Fade to Grey (maxi 45 tours (WEA/Warner))
- 1989 : Dans un autre pays / Last train (EMI France)